# 南野真一郎
南野 真一郎（なんの しんいちろう、1979年2月5日 - ）は、日本の俳優。本名、同じ。福岡県出身。身長166cm、体重83kg、大阪大学経済学部経営学科卒業。ブロードウェイ・バウンズ所属。以前は北区つかこうへい劇団に所属していた。

## 来歴
劇作家のつかこうへいが東京都北区からの要請により、地場劇団として結成した北区つかこうへい劇団の10期生として入団し、様々な舞台に出演。在団中から俳優として活動しつつ、同劇団の養成所の講師を務める。退団後は文化学院などの専門学校演技講師を務め、過去にはブロードウェイ・バウンズに所属していた。また、同事務所や高校などの演技講師も担当している。
　

## 出演作品

### 映画
- ハンサムスーツ

### Vシネマ
- 代紋の墓場  (2016年　崎村達次役)

### TV
- ハンチョウ　TBS系

### 舞台
- 熱海殺人事件シリーズ 北区つかこうへい劇団公演  (容疑者大山金太郎 木村伝兵衛部長刑事)
- ロマンスシリーズ　 北区つかこうへい劇団公演  (オカマ先生 大石康五郎 ほか)
- 飛龍伝シリーズ   北区つかこうへい劇団公演
- 蒲田行進曲　 北区つかこうへい劇団公演
- ストリッパー物語　 北区つかこうへい劇団公演
- あずみリターンズ 　(明治座)
- 寝盗られ宗介  (株式会社アール・ユー・ピー 紀伊国屋サザンシアター)
- 新幕末純情伝 (パルコ劇場)
- 広島に原爆を落とす日 (シアターコクーン)
- 幕末純情伝　(松竹新橋演舞場)
- 桃色書店へようこそ 　(シアターグリーン)
- RYOMA～アメリカ第51番州ニッポン～　(2016年永倉新八役　銀座博品館劇場)

## CF
- ロッテ TOPPO かぐや姫編
- パチンコ コンコルド 偽コンケルド仮面
- KIRIN FIRE (コーヒー)  人生は双六だ編